# Heterobasidion
Heterobasidion è un genere di funghi basidiomiceti.

## Specie
- Heterobasidion annosum
- Heterobasidion araucariae
- Heterobasidion arbitrarium
- Heterobasidion insulare
- Heterobasidion parviporum